# Biograf-Palatset

Biograf-Palatset var en biograf vid Hornsgatan 9-11 på Södermalm i Stockholm. Biografen byggdes 1912 och bytte namn till Ripp 1931. Idag (2009) finns av- och påfartsramperna till Söderledstunneln på samma plats.
| "Biograf-Palatset" på 1920-talet och "Ripp" 1938. |  | "Biograf-Palatset" på 1920-talet och "Ripp" 1938. |
| "Biograf-Palatset" på 1920-talet och "Ripp" 1938. |  |                                                   |

Biograf-Palatset öppnade den 27 september 1912  och låg vid Hornsgatans södra sida ungefär där infartsramperna till Söderledstunneln finns idag. Entrén var förlagd till Hornsgatan och salongen sträckte sig i öst-väst riktning. Biografen hade 575 platser, varav 388 på parkett. Biograf-Palatset hade uppförts av byggmästaren och biografägaren John A. Bergendahl som ägde flera andra biografer i Stockholm. Från slutet av 1920-talet hyrde han ut verksamheten. År 1930 installerades en ljudanläggning för att kunna visa ljudfilm. 
I början av 1930-talet hyrdes biografen av Ri-Teatrarna och bytte då namn till "Ripp". Namnet stod med gigantiska bokstäver skrivet på husfasaden. Nyårsafton 1938 gavs den sista föreställningen och året därpå revs byggnaden och Ripp för att ge plats åt Södergatan som numera är Söderledstunneln.